# منجم الرجوم
منجم الرجوم، أحد مناجم شركة التعدين السعودية. يقع في منطقة مكة المكرمة على بعد نحو 20 كم جنوب شرق محافظة المويه، الواقعة على طريق الطائف- الرياض السريع، ويبعد نحو 300 كم عن جدة، ويحتوي على موقعين مستقلين ومتجاورين في وسيمة وأم النعام.